# Galericinae
Os galericíneos (Galericinae) são uma subfamília de mamíferos insetívoros da família dos Erinaceidae, que compreende as formas vivas mais primitivas da família. Também são chamados de Echinosoricinae ou Hylomyinae. São parentes próximos dos ouriços.

## Taxonomia
Subfamília Galericinae (= Hylomyinae, Echinosoricinae)
- Tribo Neurogymnurini †
  - Neurogymnurus Filhol, 1877
- Tribo Protericini †
  - Proterix Matthew,1903
- Tribo Galericini
  - Protogalericius † Lopatin,2006 - Eoceno Inferior, Alai, Quirguízia
    - Protogalericius averianovi † Lopatin,2006

  - Eochenus †
  - Eogalericius Lopatin,2004 † 
    - Eogalericius butleri Lopatin,2004 † - Eoceno Médio, Formação Khaychin, Mongólia

  - Microgalericius Lopatin,2006 †
    - Microgalericius esuriens Lopatin,2006 † - Eoceno Médio, Formação Khaychin, Mongólia

  - Oligochenus †
  - Galerix Pomel,1848 †
  - Parasorex †
  - Schizogalerix †
  - Deinogalerix †
  - Ocajila †
  - Lanthanotherium †
  - Thaiagymnura †
  - Echinosorex
    - Echinosorex gymnura

  - Hylomys
    - Hylomys hainanensis
    - Hylomys sinensis
    - Hylomys suillus

  - Podogymnura
    - Podogymnura aureospinula
    - Podogymnura truei